# Sct. Mathias Centret
Sct. Mathias Centret (tidl. Sct. Mathias Marked) er et indkøbscenter i Viborg midtby, som ejes af ejendomsselskabet DADES. 
Centret blev indviet 19. oktober 1977. I perioden fra januar 2001 til maj 2002 blev centret ombygget og udvidet til 14.558 m², som i dag er fordelt på 35 butikker i 2 etager (34 specialbutikker og supermarkedet Meny). I forbindelse med udvidelsen ændrede man navn fra Sct. Mathias Marked til det nuværende.
I oktober 2014 åbnede to nye butikker og en cafe i centret. Derudover udvidede og moderniserede man en række eksisterende butikker.
Der er store indgange til centret fra Sct. Mathias Gade og Fischers Plads, mens der er en lille indgang via en trappe fra Dumpen.